# Rugby Calvisano 2004-2005

## Super 10 2004-05

### Stagione regolare
| Incontro                    | Andata | Ritorno |
| --------------------------- | ------ | ------- |
| Calvisano — Rovigo          | 65-3   | 6-22    |
| GRAN Parma — Calvisano      | 21-32  | 8-35    |
| Calvisano — Viadana         | 22-17  | 6-26    |
| L’Aquila — Calvisano        | 18-39  | 17-36   |
| Calvisano — Leonessa        | 47-16  | 54-7    |
| Parma — Calvisano           | 28-22  | 3-21    |
| Calvisano — Benetton        | 20-23  | 19-15   |
| Amatori Catania — Calvisano | 29-12  | 31-36   |
| Calvisano — Petrarca        | 45-22  | 18-22   |

#### Risultati della stagione regolare
| Posizione | G  | V  | N | P | PF  | PS  | DP   | B  | Pt |
| --------- | -- | -- | - | - | --- | --- | ---- | -- | -- |
| 3ª        | 18 | 12 | 0 | 6 | 536 | 336 | +200 | 11 | 59 |

### Fase finale
| Turno | Incontro             | Andata | Ritorno |
| ----- | -------------------- | ------ | ------- |
| SF    | Calvisano — Viadana  | 16-9   | 13-13   |
| F     | Calvisano — Benetton | 25-20  | 25-20   |

## Heineken Cup 2004-05

### Prima fase
| Incontro                 | Andata | Ritorno |
| ------------------------ | ------ | ------- |
| Leicester — Calvisano    | 37-6   | 62-10   |
| Calvisano — London Wasps | 22-31  | 14-45   |
| Biarritz — Calvisano     | 41-10  | 48-17   |

#### Risultati della prima fase
| Posizione | G | V | N | P | PF | PS  | DP   | B | Pt |
| --------- | - | - | - | - | -- | --- | ---- | - | -- |
| 4ª        | 6 | 0 | 0 | 6 | 79 | 264 | -185 | 0 | 0  |

## Coppa Italia 2004-05

### Prima fase
| Incontro                    | Risultato |
| --------------------------- | --------- |
| Amatori Catania — Calvisano | 32-43     |
| GRAN Parma — Calvisano      | 29-23     |
| Calvisano — Viadana         | 24-25     |
| Calvisano — Petrarca        | 49-33     |

#### Risultati della prima fase
| Posizione | G | V | N | P | PF  | PS  | DP  | B | Pt |
| --------- | - | - | - | - | --- | --- | --- | - | -- |
| 3ª        | 4 | 2 | 0 | 2 | 142 | 119 | +23 | 4 | 12 |

## Verdetti
- Calvisano campione d'Italia 2004-05.
- Calvisano qualificato alla Heineken Cup 2005-06.
- Calvisano qualificato alla Coppa Intercontinentale 2006.